# Лютик (крепость)
Лютик — крепость, расположенная на левом берегу северной протоки дельты Дона, реки Мёртвый Донец, в Ростовской области, неподалёку от хутора Недвиговка. В XVII — XVIII веках имела стратегическое значение, прикрывая выход в Азовское море. После включения Крыма в состав Российской империи пришла в упадок.

## История

### Ранний период (1660—1695)
Крепость была заложена по указанию крымского хана летом 1660 года. Наряду с азовскими укреплениями, Лютик должен был защищать дельту Дона от русских речных судов. Фортификационное сооружение создавалось руками турок, татар, венгров, валахов, а также русских пленных, имело квадратную форму, примерно 40*40 метров, и было окружено рвом. В углах крепости располагались высокие пятигранные башни. Внутри имелись жилые постройки (вмещавшие до 500 человек гарнизона), конюшни и каменная мечеть. Через реку протягивалась железная цепь, препятствовавшая прохождению казачьих лодок.
Было предпринято, по меньшей мере, 2 неудачных попытки штурма крепости: казачьим отрядом в 1661 году и русскими войсками в 1686 году.

### Петровский период (1696—1711)
Во время Азовских походов Петра I Лютик являлся важным стратегическим пунктом. Крепость так и не была взята штурмом, но 20 июля 1696 года, на следующий день после сдачи Азова, её гарнизон также сложил оружие. После заключения Константинопольского мирного договора населенные пункты и укрепления в окрестностях Азова, включая Лютик, официально отошли России.
Русскими инженерами была проведена реконструкция оборонительных сооружений Лютика, однако все усилия были сведены на нет провалом Прутского похода. Выполняя условия мирного договора с Турцией, Пётр отдал приказ взорвать новые укрепления.

### 1713—1739
В Лютике вновь были размещены турецкие войска. Но боевые действия в этой области возобновились лишь во время Русско-турецкой войны 1735—1739 годов. 23 марта 1736 года части российской днепровской армии под командованием генерал-майора фон Сперейтера с минимальными потерями взяли крепость.
По мирному договору 1739 года Лютик был отдан России. Здесь был учрежден почтовый пост.

### Поздний период
После ликвидации османского владычества в Крыму Лютик утратил своё стратегическое значение и постепенно был заброшен. Местные жители, из числа донских казаков, использовали руины форта для своих нужд. Археологическое изучение памятника началось лишь в 1970 году, когда в Лютик была направлена экспедиция под руководством В. Ф. Чеснока.
В настоящее время крепость является частью археологического музея-заповедника Танаис.